# Namalenga
Namalenga ist ein Verwaltungsbezirk (englisch Ward) des Distrikts Masasi in der tansanischen Region Mtwara.

## Geografie
Namalenga liegt im Südosten von Tansania etwa 30 Kilometer Luftlinie südöstlich der Distrikthauptstadt Masasi. Der Bezirk grenzt im Norden an Lulindi, im Osten an Mitesa und Mchauru, im Süden an Sindano und im Westen an Mbuyuni. Bei der Volkszählung 2022 lebten 10.062 Menschen in 3366 Haushalten auf einer Fläche von 38 Quadratkilometern.

## Gliederung
Der Bezirk besteht aus vier Gemeinden (Mtaa) mit 25 Orten (Kitongoji):
| Mkangaula - Miembeni - Temeke - Ngalambe - Kagera A - Kagera B - Nyasa A - Nyasa B | Nagaga - Stendi - Mdenga - Miembeni - Bondeni - Mtukula - Tankini - Mijale | Namalenga - Namalenga - Miembeni - Samora - Kanisani - Mchinga - Msikitini | Mvita - Mvita A - Mvita B - Majengo A - Majengo B - Miembeni |

## Infrastruktur
- Bildung: Die Namalenga Secondary School ist eine staatliche weiterführende Tagesschule, die eine Ausbildung bis zur 4. Stufe anbietet.[8]
- Verkehr: Durch den Bezirk verlaufen die zwei teilweise asphaltierten Regionalstraßen von Masasi nach Newala.[9]

## Persönlichkeiten
- Emmanuel Makaidi (* 10. April 1941; † 10. Oktober 2015), Oppositionspolitiker der Partei National League for Democracy und Parlamentsabgeordneter, besuchte die Volksschule in Namalenga.[10]